# لوتار امریش

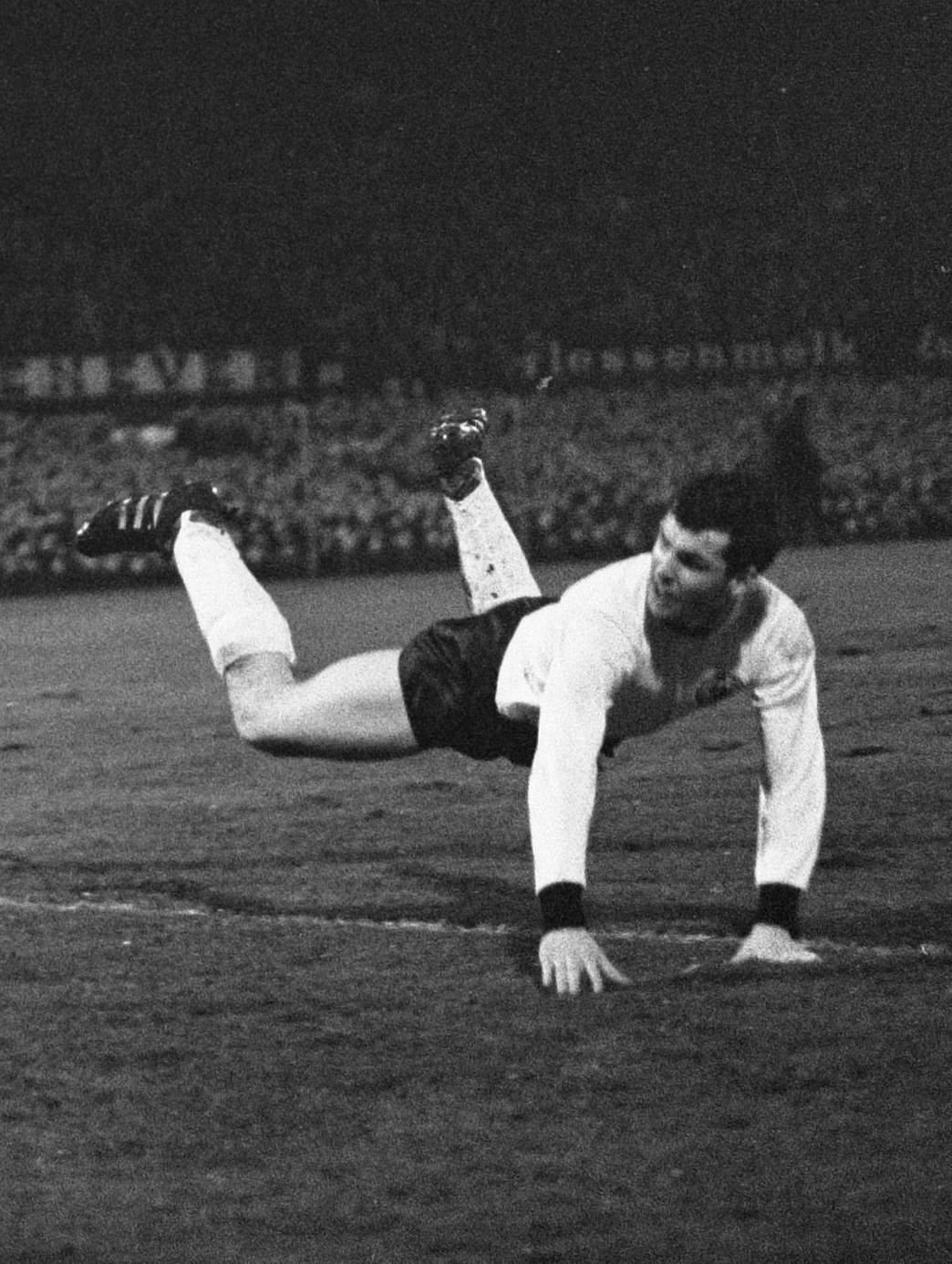
نگاره لوتار امریش

لوتار امریش (به آلمانی: Lothar Emmerich) بازیکن فوتبال و مهاجم اهل آلمان است که از سال ۱۹۶۶ میلادی عضو تیم ملی فوتبال آلمان بوده‌است. وی در ۵ بازی ملی حضور داشته است و آخرین بازی ملی خود را در سال ۱۹۶۶ میلادی انجام داد. لوتار امریش در بازی‌های ملی‌اش ۲ گل به ثمر رساند.